# Émile Faivre
Paul Émile Denis Faivre est un artiste peintre français du XIXe siècle né le 1er mars 1821 à Metz  et mort dans la même ville le 29 janvier 1868. 

## Biographie
Il est le fils de Charles Gaspard Faivre, contrôleur des forges d'artillerie à Besançon, puis garde d'artillerie à la Citadelle de Metz, et de Marie Françoise Faivre d'Arcier qui meurt six mois après sa naissance, laissant à sa mort six enfants, une fille et cinq garçons à la charge de sa veuve. Seul l'aîné est marié. L'aîné des fils, Benoît Faivre (1798-1869),, a été graveur sur métaux, le second, ébéniste, le troisième, serrurier, le quatrième, dessinateur de machines. Sa mère avait obtenu que les deux plus jeunes de ses garçons entrent comme enfants de troupe dans un régiment d'artillerie ce qui les obligeait à se rendre à Chambière pour les revues de son régiment avec l'uniforma qu'on lui avait donné. Vers sept ou huit ans, il retrouve sa mère à Charleville. Il est sorti jeune du collège pour entrer comme employé chez un banquier, puis comme employé secondaire des ponts et chaussées dans les Ardennes. Son frère aîné, Benoît Faivre, membre de l'Académie nationale de Metz en 1831 et son président en 1836, a pu le recommandé auprès de M. Le Masson, ingénieur en chef de la Moselle, ce qui lui a permis de revenir à Metz avec sa mère. Il a alors une vingtaine d'années. Après quelques mois d'étude, il a passé un examen qui lui a permis d'être classé comme conducteur des ponts et chaussées du département. Il habite avec sa mère et son frère aîné une maison au no 29 rue des Murs.
Émile Faivre exerce l'activité professionnelle de conducteur des ponts-et-chaussées. Il pratique parallèlement la peinture et le dessin. La rencontre avec Laurent-Charles Maréchal lui a permis de s'exercer au fusain. La Société de l'union des arts est fondée à Metz en 1850, à l'image de celle de Nancy. Tous les membres de la famille Faivre, Mme Faivre, Émile et son neveu Octave (11 juin 1828-mort de maladie, le 10 octobre 1852), professeur de littérature, ont envoyé des aquarelles, des fusains, ont participé aux expositions de la Société de l'union des arts. Benoît Faivre a rédigé des articles dans la revue L'Union des arts,. 
Émile Faivre expose ses œuvres à Paris, lors des salons de 1855, 1857, 1859, 1861, 1863 et 1866.
L'impératrice Eugénie lui commanda, pour l'impératrice de Russie, un éventail décoré à l'aquarelle ayant pour thème le mythe de Prométhée. Le Musée de Nancy possède des natures mortes de Faivre. Le Musée des beaux-arts de Nantes possède aussi l'une de ses toiles.
Il s'est marié le 8 septembre 1845 avec Victorine Capiomont, une amie d'enfance qui a été une miniaturiste et aquarelliste.